# 飓风艾克
飓风艾克（英語：Hurricane Ike，/ˈaɪk/）是2008年大西洋飓风季第8个获得命名的风暴，也是风季中第5个达到飓风强度的热带气旋。2008年8月下旬，艾克前身的热带扰动移离非洲大陆，并在佛得角以南缓慢发展。9月1日，该系统在群岛以西增强为热带风暴。4日早上，艾克发展为四级飓风，最高1分钟持续风速达到每小时230千米，中心最低海平面气压为935百帕斯卡，成为当前该风季最强的风暴。它的烈风和飓风半径一度分别达到720和305千米。
艾克自生成开始共造成至少108人死亡，大部分死者来自先前连续受到费伊、古斯塔夫和汉娜三个风暴袭击的海地。艾克造成的经济损失估计为380亿美元（2008年），如果数据属实，艾克将成为历史上导致经济损失第6严重的大西洋飓风。